# ألفرد س. فيرنر
ألفرد س. فيرنر (بالإنجليزية: Alfred C. Werner)‏ هو منافس ألعاب قوى أمريكي، ولد في 24 سبتمبر 1917 في إيليون في الولايات المتحدة، وتوفي في 10 يناير 2013 في سن في الولايات المتحدة.